# Głośnik

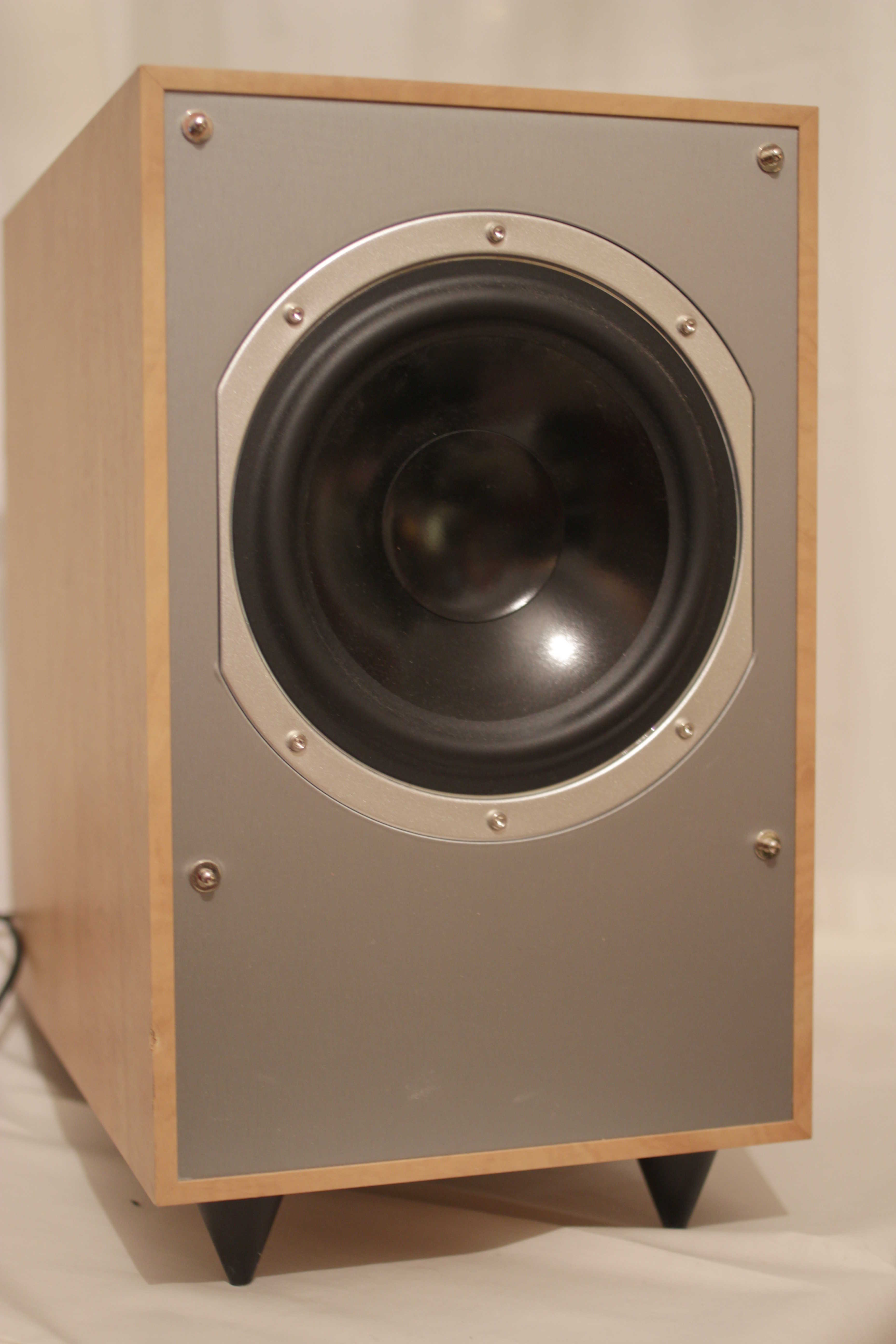
Głośnik dynamiczny w obudowie

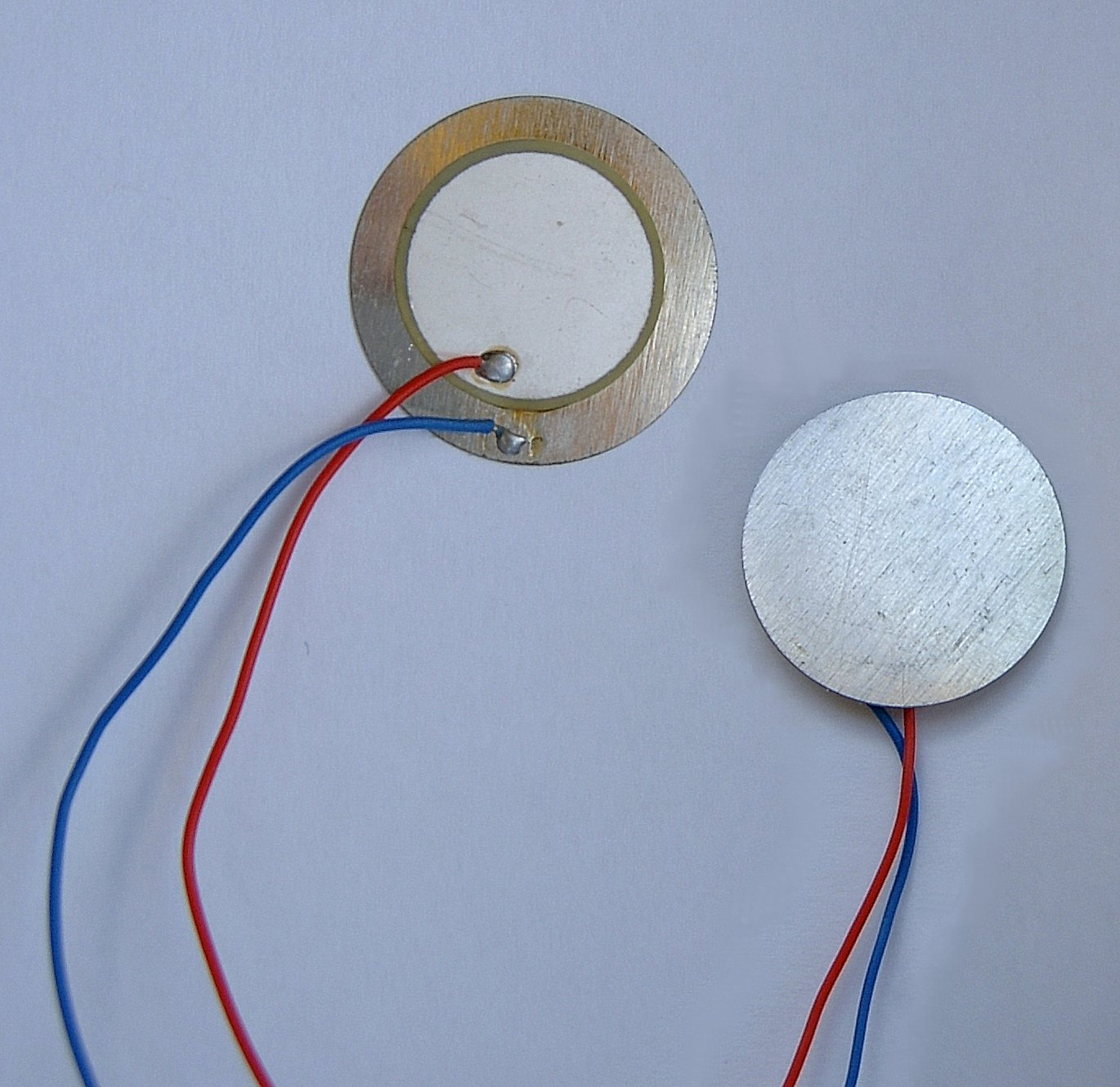
Głośnik piezoelektryczny

Przekrój przez głośnik dynamiczny

Głośnik – przetwornik elektroakustyczny (odbiornik energii elektrycznej przekształcający prąd elektryczny w falę akustyczną). Idealny głośnik przekształca zmienny prąd elektryczny o odpowiedniej częstotliwości na falę akustyczną, proporcjonalnie i liniowo. Rzeczywisty zakres częstotliwości, w którym głośnik wytwarza falę ciśnienia proporcjonalnie do napięcia (z dopuszczalnym odchyleniem) nazywa się pasmem przenoszenia głośnika.
Popularnie mianem głośnika określa się również zespół głośników zamknięty we wspólnej obudowie, według ścisłej terminologii nazywany zestawem głośnikowym. Kolumna głośnikowa to natomiast rodzaj zestawu głośnikowego składającego się z kilku takich samych głośników ustawionych w linii w obudowie.

## Historia głośnika

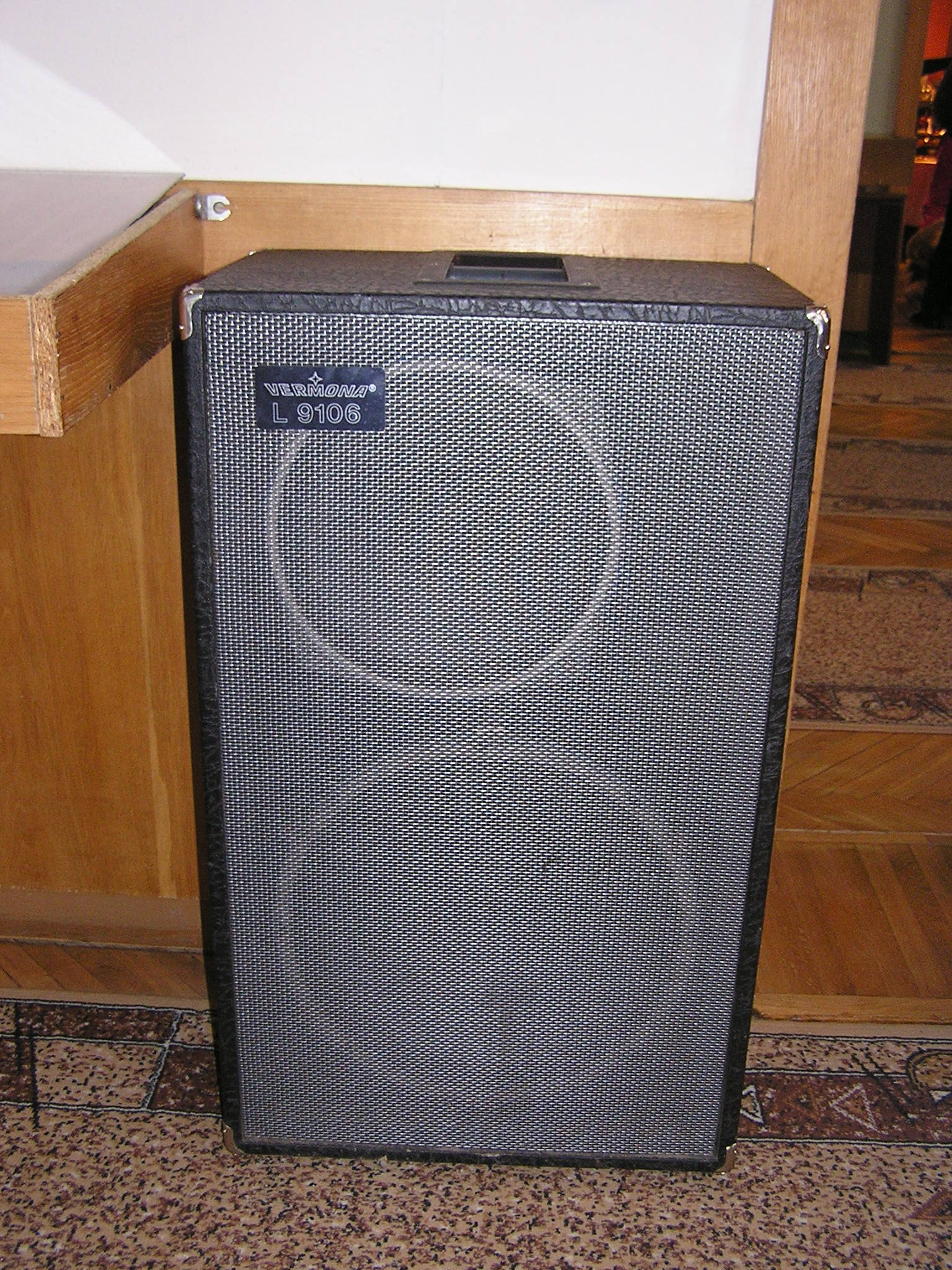
Głośnik w muzeum historii w Truskawcu, Ukraina

Pierwszym głośnikiem był auxetophone, opatentowany przez Horacego Shorta z Londynu w 1898 roku. Po raz pierwszy użyto go publicznie na Wystawie Paryskiej w 1900 roku, aby nadać fonograficzny zapis arii operowych ze szczytu wieży Eiffla. Maszyna była poruszana sprężonym powietrzem i – według opowieści współczesnych – słychać ją było w całym Paryżu.
Pierwszy głośnik elektryczny – dictograph, prototyp większości dzisiejszych systemów, został skonstruowany w 1906 roku, przez Millera Reese’a Hutchinsona i Kelly’ego Turnera z Hutchinson Acoustic Co. z Nowego Jorku. Pierwszy raz publicznie użyto elektrycznych głośników we wrześniu 1912 roku, kiedy firma Bell Telephone Co. we współpracy z Western Electric zainstalowała dwa chłodzone wodą nadajniki głośnikowe, induktor i dziesięć głośników w teatrze Olympic w Chicago. Nie tylko wzmacniały one głos ze sceny, lecz transmitowały także na widownię efekty dźwiękowe spoza niej. Po raz pierwszy głośniki zostały wykorzystane jako element systemu nagłaśniającego na początku 1913 roku, kiedy gubernator stanu Oklahoma wygłosił mowę transmitowaną dla 345 osób odległych o 122 mile od miejsca nadawania.
W roku 1924 dwaj inżynierowie C.W. Rice i E.W. Kellog z firmy General Electric, opracowali konstrukcję (głośnik magnetoelektryczny), która przypomina dzisiejsze modele. Przełom polegał na wykorzystaniu magnesu, ruchomej cewki i membrany. Pierwsze zestawy głośnikowe, czyli głośniki zamknięte w obudowie opatentowano dopiero w 1958 roku.

## Podział ze względu na zasadę działania
- Magnetoelektryczne (dynamiczne) – w polu magnetycznym magnesu umieszcza się przewodnik (cewkę magnetyczną), w którym płynie prąd elektryczny. Oddziaływanie magnesu i przewodnika z prądem wywołuje ruch przewodnika, do którego przymocowana jest membrana. Cewka jest połączona sztywno z membraną, a całość jest odpowiednio zawieszona tak, aby zapewnić osiowy ruch cewki w szczelinie magnesu bez ocierania się o magnes.
- Elektromagnetyczne – przepływ prądu o częstotliwości akustycznej powoduje powstanie zmiennego pola magnetycznego. Pole to magnesuje rdzeń ferromagnetyczny połączony z membraną. Przyciąganie i odpychanie rdzenia powoduje drgania membrany.
- Elektrostatyczne – na naelektryzowaną membranę z cienkiej folii (mającą napyloną warstwę metaliczną z jednej lub dwóch stron, bądź będącą elektretem) oddziałują dwie perforowane elektrody, umieszczone z obu stron folii (jedna elektroda ma odwróconą fazę sygnału o 180 stopni w stosunku do drugiej), w ten sposób wywołując drgania folii w takt sygnału.
- Magnetostrykcyjne – pole magnetyczne wywołuje zmianę wymiarów materiału ferromagnetycznego (zjawisko magnetostrykcyjne). Ze względu na duże częstotliwości drgań własnych elementów ferromagnetycznych, tego typu głośniki stosowane są do otrzymywania ultradźwięków.
- Piezoelektryczne – pole elektryczne wywołuje zmianę wymiarów materiału piezoelektrycznego, stosowane w głośnikach wysokotonowych i ultradźwiękowych.
- Jonowe (bezmembranowe).

## Parametry

### Parametry Thiele’a-Smalla (parametry T-S)
Są to parametry opisujące zachowanie się głośnika w niskich częstotliwościach. Parametry te służą do obliczania objętości obudowy głośnika.
Podstawowe parametry:
- Fs [Hz] – częstotliwość rezonansowa (pasmo przenoszenia)
- VAS [l] – objętość ekwiwalentna
- Qts – dobroć całkowita (wypadkowa)

Dodatkowe parametry:
- Qms – dobroć mechaniczna
- Qes – dobroć elektryczna

### Parametry elektro-mechaniczne głośnika
- Mms [kg] – masa układu drgającego głośnika
- Cms [m/N] – podatność mechaniczna zawieszeń membrany (górnego i dolnego)
- Rms [kg/s] – rezystancja mechaniczna (zwana także współczynnikiem strat mechanicznych) jest wielkością określającą straty (spowodowane tarciem wewnętrznym) w zawieszeniach membrany głośnika
- Re [Ω] – rezystancję cewki głośnika
- B•L [T•m] – współczynnik siły będący iloczynem indukcji w szczelinie i długości uzwojenia pozostającej w szczelinie
- Le [mH] – indukcyjność cewki głośnika
- Sd [m²] – czynna powierzchnia membrany

### Parametry służące analizie zachowania głośnika przy sygnałach o dużej mocy
- Xmax [mm] – maksymalne liniowe wychylenie membrany w jedną stronę
- Vd [l] – wychylenie objętościowe
- Xlim (czasem podawane jako Xmech lub Xdam) [mm] – wychylenie graniczne membrany w jedną stronę (z punktu widzenia mechanicznego)
- Pe [W] – moc znamionowa głośnika

### Dodatkowe parametry
Przydatne przy konstruowaniu zestawów głośnikowych:
- Z [Ω] – impedancja znamionowa głośnika,
- SPL [dB/W/m] – efektywność głośnika.

## Oznaczanie głośników
Głośniki oznacza się kodem literowo cyfrowym określającym powyższe parametry: przykładowo Tonsil oznacza głośniki w następujący sposób:
- gdn – głośnik dynamiczny niskotonowy,
- gdm – głośnik dynamiczny średniotonowy,
- gdmk – głośnik dynamiczny średniotonowy kopułkowy,
- gdmt – głośnik dynamiczny średniotonowy tubowy,
- gdw – głośnik dynamiczny wysokotonowy,
- gdwk – głośnik dynamiczny wysokotonowy kopułkowy,
- gdwt – głośnik dynamiczny wysokotonowy tubowy,
- gds – głośnik dynamiczny szerokopasmowy,
- gd – głośnik dynamiczny.

## Polaryzacja głośnika
Polaryzacja głośnika jest umowną formą określenia kierunku przepływu prądu, który spowoduje wzrost ciśnienia powietrza w kierunku roboczym, związane jest to z kierunkiem nawinięcia uzwojenia cewki. Początek cewki jest oznaczony na koszu głośnika (kropka, plus). Dla przetwornika magnetoelektrycznego odpowiada to wypchnięciu cewki z pola magnesu i ruchowi membrany w kierunku pierścienia mocującego głośnik do obudowy.
Polaryzacja głośnika jest istotna przy budowaniu zestawów głośnikowych oraz zestawów nagłaśniających, w tym i układów stereofonicznych.